# Атака на Мумбаи
Атака на Мумбаи; террористический акт в Мумбаи — серия терактов, совершённых в индийском городе Мумбаи с 26 по 29 ноября 2008 года.
Террористы из, предположительно, организации «Деккан Муджахидин» (ранее неизвестная организация, возможно связанная с Аль-Каидой) осуществили нападение силами нескольких мобильных групп: одна группа открыла беспорядочную стрельбу из автоматов в здании вокзала Виктории, две другие захватили заложников в расположенных напротив Ворот Индии гостиницах «Тадж-Махал» и «Оберой» (Oberoi Trident hotel), четвёртая атаковала полицейский участок. Всего было зафиксировано семь нападений (в том числе на Leopold Cafe, госпиталь и Еврейский центр в деловом центре «Нариман»).
В результате теракта погибли 175 человек — 166 мирных жителей и сотрудников силовых структур, а также 9 из 10 террористов. По разным данным, от 300 до более чем 600 человек получили ранения.

## Перед терактом
21 ноября 2008 года, около 22:00 по местному времени, группа из десяти подготовленных террористов — Мохаммеда Аджмала Касаба, Абу Али, Абу Сохеба Абдула, Рехамана Чота, Фахады Уллаха, Абу Деры Исамал Хана, Насира Умара, Бабара Имарана Ахаши, Акира Али Хамы и Бады Абдула Рехаман — покинула Карачи на надувных лодках. Их направление — Мумбаи.
Каждый из террористов имел при себе автомат Калашникова (АК или АКМ) с шестью или семью
модифицированными магазинами, снаряжёнными на 30 или 45 патронов, плюс более 400 запасных патронов калибра 7,62×39 мм, 80 ручных гранат (8 единиц на одного террориста), револьвер системы «Наган» и по 50 патронов к нему, два охотничьих ножа, бронежилет и недельный запас питьевой воды и сухофруктов.
23 ноября террористы, застрелив четырёх индийских моряков, захватили рыболовный траулер вместе с его капитаном, которого под угрозой смерти заставили перевезти их в Мумбаи.
26 ноября, около 19:40 по местному времени, в семи километрах от пристани «Colaba» преступники убили капитана траулера, перевозившего их, и сбросили его тело в воду. После этого они пересели на четыре надувные лодки и на вёслах погребли к берегу.
В 20:10 первая группа из четырёх террористов высадилась на берег и начала движение по направлению к Badhwar Park. Ещё шестеро продолжили плавать вдоль берега в поисках подходящего места для высадки.
В 20:30 остальные террористы высадились на берегу в районе «Cuffe Parade» и со спортивными сумками направились по направлению к заранее намеченным целям. Четверо террористов пешком направились в «Taj Mahal Palace & Tower» и находящийся напротив «Leopold Cafe», ещё двое (Абу Дера Исмаил Хан и Аджмал Касаб) поймали такси и поехали в направлении вокзала «Виктория-Терминус».
Так же на такси до отеля «Трайдент Оберой» добрались ещё два террориста. Последние двое пешком направились в Еврейский центр в деловом центре «Нариман».

## Хронология теракта

### «Трайдент Оберой» 26—28 ноября
В 21:20 по местному времени 26 ноября 2008 двое террористов (20-летний Абу Сохеб Абдул и 24-летний Фахад Уллах) ворвались через чёрный ход в гостиницу «Трайдент Оберой» (англ. Oberoi Trident Hotel) и открыли беспорядочный огонь очередями по всем, кто находился внутри. В здании началась паника, люди начали прятаться под столики (на первом этаже находилось кафе) или разбегаться. Некоторые, напротив, впали в шоковое состояние и были насмерть сражены пулями террористов. В здании гостиницы погибло не менее 10 человек, ещё не менее 30 получили ранения. Террористы открыли огонь из окон кафе по проезжающим мимо автомобилям и даже бросили в такси две ручные гранаты, в результате чего погибли ещё не менее пяти человек и ещё 15 получили осколочные ранения. Террористы покинули здание на несколько минут и с крыльца обстреляли прохожих, это дало время оставшимся в живых либо забаррикадироваться на кухне либо покинуть место стрельбы.
Одна из посетительниц кафе, американская писательница Андреина Гаэтана Варагона (англ. Andreina Gaetana Varagona), известная под псевдонимом «Рудрани Деви» (англ. Rudrani Devi), утверждала, что услышала странные хлопки на улице и попросила сидевшего с ней за столом друга разузнать, в чём дело. Тот вернулся, заявив, что это было обычное уличное хулиганство, и в этот момент в кафе ворвались двое, открывшие беспорядочный огонь по посетителям. В ходе нападения Рудрани была ранена в руку (разорван трицепс), шею и ногу, причём одна из пуль прошла рядом с бедренной артерией и чуть не привела к смерти. Её оттащили в кухню персонал отеля, а врачи лишь чудом сохранили женщине ногу (в 2011 году прошедшая процесс реабилитации Рудрани даже приняла участие в Бостонском марафоне).
Вернувшись, Уллах и Абдул увидели, что часть пострадавших заперлась на кухне. Уллах и Абдул попытались открыть металлическую дверь с помощью нескольких автоматных очередей. Когда это не получилось, они бросили гранату в окно раздачи, однако та не сработала. Затем террористы начали ходить по номерам и расстреливать постояльцев. В 6:00 утра 27 ноября 2008 года отель полностью окружили полицейский спецназ, армейские подразделения и сотрудники полиции. Террористы стреляли в их сторону из окон, а также применяли против сотрудников сил правопорядка ручные гранаты.
В 8:40 утра полиция начала штурм захваченного террористами объекта. Перестрелка и взрывы не стихали ни на минуту. В 13:30 в здании разорвались две ручные гранаты, после чего перестрелка стихла. Ошибочно считая, что преступники погибли, полицейские вошли в здание. В 17:35, войдя в здание, полицейские наткнулись на засаду террористов и отступили. После нескольких взрывов примерно в 19:45 на четвёртом этаже начался сильный пожар. Из здания уже был спасён как минимум 31 человек, четверо с тяжёлыми ранениями находились в бессознательном состоянии.
В 10:00 28 ноября 2008 года последние 24 выживших заложника были спасены полицейским спецназом. Террористы забаррикадировались на третьем этаже и продолжали отстреливаться. Между 10:45 и 11:00 в результате применения светошумовых гранат и молниеносного штурма спецназ ликвидировал обоих преступников.
В 15:00 полицейские отчитались о полном контроле над зданием. Тела двух террористов вынесли на улицу. Официально была подтверждена смерть 35 человек, включая двух нападавших, и ранения не менее 68 человек. Спасены были 143 человека.

### «Taj Mahal Palace & Tower» и «Leopold Cafe» 26 — 29 ноября
Ресторан «Leopold Cafe» одним из первых подвергся атаке террористов. Примерно в 21:30 по местному времени посетители «Leopold Cafe» услышали два громких взрыва (террористы применили две ручные гранаты перед входом) и не менее трёх взрывов потише. Менее чем через тридцать секунд после этого двое преступников ворвались в помещение и открыли беспорядочную стрельбу. В кафе началась паника, часть посетителей пыталась бежать в находящийся через дорогу «Taj Mahal Palace & Tower», другие прятались под столиками. Большинство погибали при попытке бегства, так как террористы вели очень плотный огонь. В здании произошла детонация осколочной гранаты. В течение трёх минут стрельба стихла. На месте погибли 11 человек, ещё 28 получили ранения. Часть раненых посетителей с трудом перебежала в отель, где шокированный персонал пытался оказать им первую медицинскую помощь и начал звонить в полицию.
Ровно в 21:40 двое террористов, ранее стрелявших в кафе, ворвались в отель Taj Mahal Palace & Tower и открыли беспорядочную стрельбу из автоматов в вестибюле, где находилась часть спасшихся и раненых людей. В это же время ещё двое ранее уже находившихся в отеле террористов начали врываться в номера и расстреливать ничего не понимающих постояльцев, часть из них сгоняли на первый этаж, других расстреливали на месте. На пятом этаже один из террористов использовал ручную гранату, в результате чего начался пожар. К 23:00 26 ноября террористы захватили почти всё здание гостиницы, часть постояльцев спряталась в своих номерах, некоторые забаррикадировались в подсобных помещениях либо подземном ресторане. К 00:00 27 ноября 2008 года полиция оцепила весь район, прилегающий к отелю.
У здания находилось более двухсот полицейских и солдат индийской армии, ожидалось прибытие спецназа. В час ночи пожар на пятом этаже гостиницы усилился настолько, что стал виден с улицы, а всё здание внутри окутало едким дымом. Первые репортёры снимали происходящее у отеля в прямом эфире. Террористы стреляли в сторону сотрудников полиции из окон. В 2:30 весь пятый этаж был охвачен огнём. Перестрелка у здания не стихала, один индийский репортёр был убит, ещё один получил ранения.
В 3:00—4:00 к зданию прибыли пожарные машины, которые с помощью лестниц потушили пожар на пятом этаже, при этом попадая под шквальный огонь террористов из окон крыла, находящегося напротив. К 5:30 утра пожар был потушен, двое пожарных погибли, не менее 5 были ранены. К 6:00 здание покинуло более 200 человек, тем не менее внутри ещё оставались 150 человек и все террористы. Прибыл полицейский спецназ.
В 6:30 утра спецназ начал штурм захваченного террористами отеля. Террористы оказали ожесточённое сопротивление, произошло не менее трёх взрывов ручных гранат. К 8:00 утра, спецназ вытеснил террористов из фойе. В 9:30 из здания были выведены ещё 50 заложников. Ожесточённый бой не стихал ни на минуту.
В 10:30 утра террористы были загнаны вглубь отеля, по меньшей мере один из них уже был ранен. Стрельба стала менее интенсивной.
В 12:00 последние 50 человек выведены из отеля.
К 16:30 террористы контролировали лишь четвёртый этаж, ведя оттуда огонь по спецназовцам в фойе и на улице. Один из террористов уже был убит. В одном из номеров на четвёртом этаже начался пожар, его причины так и не были установлены. К 19:20 перестрелка внезапно стихла. Спецназ запросил подкрепление. По меньшей мере один из спецназовцев был убит и ещё двое ранены.
В это же время вынесены первые 15 тел погибших. Никаких следов того, что террористы живы, не наблюдалось. Спецназ заявил о том, что контролирует почти 90 % отеля, но не может проникнуть на четвёртый и пятый этажи из-за сильного задымления и из-за баррикад, устроенных террористами.
В 14:50 28 ноября из здания вынесены почти все тела погибших. Полиция заявила, что им неизвестно, живы ли террористы, однако они точно знают, что «не менее одного из них уже ликвидировали». Репортёры продолжали снимать происходящее у отеля в прямом эфире.
Тем не менее ровно в 14:53 из окон четвёртого этажа в сторону полицейских внезапно раздались две автоматные очереди по три выстрела. Двое полицейских из оцепления получили ранения. Также послышалось не менее четырёх взрывов ручных гранат. Перестрелка и штурм продолжились с новой силой. В 15:00 полицейские подорвали взрывчаткой баррикады террористов на четвёртом этаже. Огонь из окон прекратился, но продолжался из глубины здания. В 15:59 в здании отчётливо послышалось не менее десяти идущих подряд разрывов ручных гранат, после чего перестрелка стихла. До 19:00 обстановка в здании и на улице была спокойной. Полиция отчиталась о том, что с момента начала штурма ликвидировано не менее двух из четырёх террористов. Потери штурмовой группы спецназа — 1 погибший и 4 раненых. В 19:30 внезапно раздался взрыв ручной гранаты и четыре одиночных выстрела из глубины здания, затем всё стихло. В 20:30 прозвучала одна автоматная очередь. Спецназ отчитался, что ими ликвидирован третий из четырёх террористов, но они не могут установить местонахождение последнего.
В 3:40 утра 29 ноября из здания вынесли тела трёх уничтоженных террористов и последние шесть тел погибших постояльцев. Взрывов и выстрелов больше не было.
Телекомпания CNN утром 27 ноября 2008 года сообщила, что здание отеля Taj Mahal было зачищено, а начальник полиции штата доложил об освобождении всех заложников. Однако внезапно в 4:10 из здания раздалось не менее трёх взрывов предположительно ручных гранат. За ними последовало пять автоматных выстрелов с четвёртого этажа. В 4:20 спецназ заявил, что ими контролируется весь отель, кроме одного крайнего номера на четвёртом этаже, где забаррикадировался последний оставшийся в живых террорист. В 5:00 спецназ начал зачищать четвёртый этаж, последний преступник открыл по ним шквальный огонь из автомата, также произошло две детонации установленных террористом на подступах к своему последнему убежищу «растяжек». Один спецназовец был тяжело ранен.
В 7:00 утра из здания донеслись многочисленные выстрелы (не менее 30—40), после чего прогремел взрыв ручной гранаты и всё стихло.
В 7:30 утра спецназ отчитался о полном контроле над зданием и о том, что последний террорист был застрелен в 7:01 утра. На тот момент почти весь четвёртый этаж и большая часть второго были охвачены сильным огнём, из фойе вырывались чёрные клубы дыма. Почти все окна в здании были разбиты в результате ожесточённой перестрелки
Среди заложников находился британский предприниматель лорд Гулам Нун, забаррикадировавшийся в своём номере.

### Вокзал «Чхатрапати-Шиваджи» 26 ноября (21:42—22:30)
В 21:42 по местному времени 26 ноября 2008 года 21-летний Аджмал Касаб и 25-летний Абу Дера Измаил Хан, прибывшие на такси пятью минутами ранее, бросили две гранаты в зале ожидания на вокзале Виктория-Терминус, а после срабатывания гранат открыли шквальный огонь по людям из своих АК.
Расстреляв толпу на вокзале, они взяли в заложники двух выживших констеблей и, прикрываясь ими, открыли шквальный огонь по подъезжающему полицейскому автомобилю, в котором ехали Хамант Каркаре, Виджай Саласкар и Ашок Камт, у которых на троих был лишь один старый револьвер Webley и винтовка времен Второй мировой войны «Ли-Энфилд». В ходе непродолжительной перестрелки все трое полицейских погибли, Касаб и Хан вместе с заложниками сели в их автомобиль и поехали в сторону кинотеатра «Метро», в котором любили собираться западные туристы.
В дороге у одного из заложников зазвонил мобильный, и тогда Касаб застрелил его. Затем террористы обстреляли собравшихся у входа в кинотеатр людей, но не попав ни в кого, немедленно угнали серебристую «Škoda Octavia» и поехали в сторону знаменитого мумбайского пляжа Чаупати. Полиция, уже знавшая о начале террористических атак, перекрыла все дороги в городе блокпостами. Через 50 минут после первых выстрелов, в 22:30 по местному времени, Хан и Касаб наткнулись на полицейский блокпост недалеко от пляжа. Остановившись в 30 метрах от блокпоста, они попытались резко развернуться, но сотрудники полиции открыли по автомобилю огонь на поражение. В завязавшейся перестрелке Хан был убит попаданием в голову, а Аджмал был касательно ранен в шею и колено и притворился мёртвым.
Инспектор полиции Тукарам Омбле, вооружённый лишь полицейской дубинкой, пошёл проверить тела. Когда он приблизился к Касабу, тот резко привстал и произвёл пять выстрелов из своего автомата в верхнюю часть туловища и голову полицейского. В последние секунды своей жизни раненый Омбле успел перехватить ствол автомата Касаба, и это позволило его коллегам захватить раненого террориста живым. Инспектор скончался от полученных ранений, когда его несли в машину скорой помощи. Всего от рук Касаба и Измаил Хана погибли 58 и были ранены 109 человек. Они стали самыми первыми нейтрализованными террористами.

### «Nariman House» 26—28 ноября
Еврейский центр под названием «Nariman House» был атакован последним. Эта атака была наименее «эффективной».
В 21:45 по местному времени 26 ноября 2008 года двое террористов (Абу Умар и Бабар Имаран Акаша) ворвались в помещение и открыли беспорядочную стрельбу очередями по находившимся там людям. Было убито не менее 6 человек (в том числе раввин и его беременная жена) и ранено 8. По недосмотру террористов центр был почти пуст, и в заложники удалось взять всего 9 человек (восьмерых раненых).
В 7:00 27 ноября полиция полностью окружила здание и эвакуировала всех людей в радиусе двух километров. Они пытались выйти на связь с террористами, но ничего не вышло. Около 11:00 из окон второго этажа террористы открыли огонь по полицейским. Однако завязавшийся бой ненадолго стих. Между 11:30 и 12:00 прозвучали разрывы светошумовых гранат, у здания началась ожесточённая перестрелка. Спецназ в количестве 22-х человек не мог зайти в здание, так как находился под обстрелом и был вынужден обороняться. В 14:45 из здания донеслись несколько разрывов ручных гранат, перестрелка не утихала. В 17:30 прибыл вертолёт Ми-17, с помощью него спецназовцам удалось высадиться на крышу и начать штурм оттуда.
В 00:00 28 ноября под шквальным перекрёстным огнём из здания выбрались все 9 удерживаемых на первом этаже заложников. Один из индийских спецназовцев, прикрывавший их бегство, получил тяжёлое ранение в шею и позже умер.
Около 7:30 утра загнанные вглубь здания террористы продолжали отстреливаться, сдерживая сотрудников полиции с помощью сооружённых баррикад.
Первый террорист Абу Умар был убит около 19:30 снайпером с крыши напротив. В это же время спецназу наконец удалось найти шестерых погибших заложников. Последний террорист Бабар Имран Акша застрелен спецназом около 20:30 по местному времени.
Атака на Еврейский центр была наименее кровопролитной. Несмотря на двухдневную осаду, погибли 9 человек, включая двух террористов и спецназовца, ранения получили 8 гражданских лиц и 2 сотрудника полиции.

### Завершение операции
Спецназ NSG сумел освободить находившихся в заложниках 250 человек из отеля Oberoi Trident, 300 человек из Taj Mahal Palace и 60 человек (представители 12 семей) из еврейского центра. В ходе операции в доках района Мазагаон полиция обнаружила судно, на котором находилось огромное количество оружия и взрывчатки.
Изначально некоторые издания сообщали, что среди террористов были граждане Великобритании, однако индийское правительство опровергло эти утверждения.

## Жертвы
| Страна         | Погибших | Раненых |
| -------------- | -------- | ------- |
| Индия          | 141      | 256     |
| США            | 6        | 2       |
| Израиль        | 4        | -       |
| Германия       | 3        | 3       |
| Австралия      | 2        | 2       |
| Канада         | 2        | 2       |
| Франция        | 2        | -       |
| Италия         | 1        | -       |
| Великобритания | 1        | 7       |
| Нидерланды     | 1        | 1       |
| Япония         | 1        | 1       |
| Иордания       | 1        | 1       |
| Малайзия       | 1        | -       |
| Маврикий       | 1        | -       |
| Мексика        | 1        | -       |
| Сингапур       | 1        | -       |
| Таиланд        | 1        | -       |
| Австрия        | -        | 1       |
| Испания        | -        | 2       |
| Китай          | -        | 1       |
| Оман           | -        | 2       |
| Филиппины      | -        | 1       |
| Финляндия      | -        | 1       |
| Норвегия       | -        | 1       |
| Итого          | 166      | 293     |

В результате теракта погибли 175 человек — мирные жители, сотрудники служб безопасности и девять нападавших. Среди жертв было 29 иностранных граждан. Единственный выживший из нападавших был арестован полицией. На телах многих заложников были найдены следы пыток и обезображивания. Среди погибших в теракте были несколько известных бизнесменов, в том числе один из самых богатых британцев 73-летний Андреас Ливерас и 71-летний бывший заместитель мэра одного из пригородов Сиднея Дуг Маркелл.
Главный министр штата Махараштра Виласрао Дешмух сообщил, что в результате операции по ликвидации террористов погибли 15 полицейских и два спецназовца NSG. В частности, в числе погибших были упомянуты:
- Тукарам Омбле[англ.], помощник подинспектора полиции; согласно официальным сообщениям, участвовал в задержании единственного выжившего террориста Аджмала Касаба[56]
- Хемант Каркаре[англ.], комиссар-офицер полиции, начальник Антитеррористического отряда полиции[англ.][53]
- Ашок Камте[англ.], вспомогательный комиссар полиции[53]
- Виджай Саласкар[англ.], старший инспектор, специалист по задержанию[53]
- Шашанк Шинде, старший инспектор[53]
- Сандип Унникришнан[англ.], майор спецназа NSG
- Гаджендер Сингх Бишт[англ.], хавалдар[англ.] (сержант) спецназа NSG

Среди погибших были также три сотрудника вокзала Чхатрапати-Шиваджи.
Данные по количеству жертв на каждом из объектов:
| Место | Тип нападения | Погибло                           | Спасено   |
| --- | --- | --------------------------------- | --------- |
| Гавань Мумбаи | Стрельба, захват заложников | 4                                 | нет       |
| Вокзал Чхатрапати-Шиваджи (CST); 18°56′26″ с. ш. 72°50′11″ в. д. (платформа для экспрессов), 18°56′26″ с. ш. 72°50′07″ в. д. (платформа для пригородных поездов) | Стрельба, взрыв гранат | 58                                | нет       |
| Leopold Cafe, ресторан для туристов в Колаба; 18°55′20″ с. ш. 72°49′54″ в. д.                                                                                    | Стрельба, взрыв гранат | 10                                | нет       |
| Тадж-Махал-Пэлас, гостиница у Ворот Индии; 18°55′18″ с. ш. 72°50′00″ в. д.                                                                                       | стрельба, шесть взрывов, пожар на первом и втором этажах, пожар на крыше, захват заложников, взрывное устройство с гексагеном (найдено при обыске) | 31 (в том числе один спецназовец) | около 250 |
| Oberoi Trident в Нариман-Пойнт; 18°55′38″ с. ш. 72°49′14″ в. д.                                                                                                  | Стрельба, взрывы, пожар, захват заложников | 30                                | 143       |
| Metro Cinema 18°56′35″ с. ш. 72°49′46″ в. д. | Стрельба из угнанного полицейского джипа | около 10                          | нет       |
| Госпиталь Кама; 18°56′34″ с. ш. 72°49′59″ в. д. | Стрельба, захват заложников | 5 полицейских                     | нет       |
| Нариман-Хаус; 18°54′59″ с. ш. 72°49′40″ в. д. | Стрельба, захват заложников, штурм | 7 (в том числе один спецназовец)  | 9         |
| Виле-Парле, Северный Мумбаи, около аэропорта | взрыв заминированного автомобиля | 1                                 | нет       |
| Улица Бадруддина Тайябджи, около здания редакции Times of India 18°56′32″ с. ш. 72°50′01″ в. д.                                                                  | Стрельба по полицейским | 9 полицейских                     | нет       |
| Доки в порту, Мазагаон | Захват судна | нет                               | нет       |

Правительство Махараштры объявило о том, что родственники каждого из погибших в результате теракта получат по 500 тысяч индийских рупий, а родственники каждого из тяжело раненных — по 50 тысяч индийских рупий. В августе 2009 года компании Indian Hotels Company и Oberoi Group получили компенсацию за причинённый материальный ущерб в размере 28 миллионов долларов США от Главной страховой корпорации Индии (англ. General Insurance Corporation of India).

## Последствия
Многие международные авиалинии временно прекращали полёты в Мумбаи в интересах безопасности команды и пассажиров. «Помимо страха и паники у населения, террористам удалось резко обострить и без того непростые отношения между Индией и Пакистаном (кстати, двумя ядерными державами)», — отмечал в 2009 году заместитель секретаря Совета безопасности РФ генерал-полковник Валентин Соболев.

## Расследование теракта
В мае 2010 года индийский суд признал виновным Мохаммеда Аджмала Амира Касаба — единственного выжившего террориста, принимавшего участие в атаке — и приговорил его к смертной казни. В августе 2012 года Касаб подал прошение о помиловании, которое было отклонено президентом Индии Пранабом Мукерджи: Верховный суд Индии оставил смертный приговор в силе. Приговор привели в исполнение в ноябре 2012 года.
В июне 2012 года сайт Express India сообщил, что в Индии был арестован один из организаторов террористической атаки на Мумбаи — Абу Хамза, также известный как Сайед Забиуддин. Он был задержан 21 июня в аэропорту Дели по возвращении из одной из ближневосточных стран. Индийский телеканал IBN уточнил, что Хамза был доставлен по запросу Индии из Саудовской Аравии: ранее тот находился в розыске по линии Интерпола. Позже власти Индии заявили, что Абу Хамза дал признательные показания, согласно которым, к теракту были причастны власти Пакистана.

## Комментарии
1. ↑  Два человека имели также гражданство Израиля
2. ↑  Имел гражданство Кипра

## В массовой культуре
- «Атака на Мумбаи» — 57 серия (6 серия, 5 сезон) американского документального телесериала «Секунды до катастрофы», 2012 год.
- Отель Мумбаи: Противостояние — художественный фильм режиссёра Энтони Мараса, 2018 год.
- Противостояние: Осада в Мумбаи. 4 дня ужаса — художественный фильм режиссёра Лиама Уортингтона, 2017 год.
- Атаки 26/11 — художественный фильм режиссёра Рама Гопала Вармы.
- Phantom — художественный фильм режиссёра Кабир Кхана, 2015 год.